# Icari nyelv
Az icari nyelv (icariul: ИцӀран гъай, [it͡s’ran ʁaj] vagy ИцIрила гъай, [it͡s’arila ʁaj]) egy északkelet kaukázusi nyelv, azon belül a dargin csoportnak a déli csoportjába tartozik. A nyelvet 2.000 ember beszéli. Az icari nyelvnek a legközelebbi rokona a Szanzsi nyelv, amely a kihalás felé halad, mivel a szülők inkább oroszul beszélnek.

## Földrajzi elhelyezkedés
Az icari nyelvet legfőképpen Icari falván beszélik, amely az Ullucsáj folyó mentén fekszik, Derbenttől körülbelül 60 kilométerrel nyugatra.

## Hangtan

### Mássalhangzók
|               |               | Labiális | Dentális | Alveoláris | Palatális | Veláris | Uvuláris | Faringális | Glottal |
| ------------- | ------------- | -------- | -------- | ---------- | --------- | ------- | -------- | ---------- | ------- |
|               |               | Labiális | Dentális | Alveoláris | Palatális | Veláris | Uvuláris | Faringális | Glottal |
| Plozivák      | zöngés        | b        | d        |            |           |         |          |            |         |
| Plozivák      | lenis         | pʰ       | tʰ       |            |           | kʰ      | qʰ       |            |         |
| Plozivák      | fortis        | pː       | tː       |            |           | kː      | qː       |            |         |
| Plozivák      | ejektív       | pʼ       | tʼ       |            |           | kʼ      | qʼ       | ʕ          | ʔ       |
| Affrikaták    | lenis         |          | t͡s       | t͡ʃ         |           |         | q͡χʰ      |            |         |
| Affrikaták    | fortis        |          | t͡sː      | t͡ʃː        |           |         |          |            |         |
| Affrikaták    | ejektív       |          | t͡sʼ      | t͡ʃʼ        |           |         |          |            |         |
| Frikatívok    | zöngés        |          | z        | ʒ          |           | ɣ       | ʁ        | н          | h       |
| Frikatívok    | lenis         |          | [s]      | [ʃ]        |           | [x]     | [χ]      |            |         |
| Frikatívok    | fortis        |          | sː       | ʃː         |           | xː      | χː       |            |         |
| Vibránsok     | Vibránsok     |          |          | r          |           |         |          |            |         |
| Approximánsok | Approximánsok | w        | l        |            | j         |         |          |            |         |
| Nazálisok     | Nazálisok     | m        | n        |            |           |         |          |            |         |

### Magánhangzók
|             |              | Elülső | Hátsó  | Hátsó   |
| ----------- | ------------ | ------ | ------ | ------- |
| alap        | faringlizált | Elülső |        |         |
| Zárt        | rövid        | [i] i  | [u] u  | [uˤ] uӏ |
| Zárt        | hosszú       | [iː] ī | [uː] ū |         |
| Közép/nyílt | rövid        | [e] e  | [ɑ] а  | [ɑˤ] aӏ |
| Közép/nyílt | hosszú       | [eː] ē | [ɑː] ā |         |